# Joseph Dréher
Joseph Étienne Dréher est un athlète français né le 15 mai 1884 à Marigny-l'Église (Nièvre) et mort le 29 septembre 1941 à Nantes.

## Carrière
Joseph Dréher obtient avec Louis de Fleurac et Paul Lizandier la médaille de bronze du 3 miles par équipe lors des Jeux olympiques d'été de 1908 à Londres. Au cours de ces mêmes Jeux olympiques, Dréher participe  au 1 500 mètres, sans atteindre la finale.

## Palmarès
- Jeux olympiques de 1908 à Londres
  -  Médaille de bronze au 3 miles par équipe